# 니겔라
니겔라(학명: Nigella damascena 니겔라 다마스케나[*])는 미나리아재비과의 한해살이 또는 두해살이풀이다.

## 분포
아시아, 유럽, 아프리카에 분포한다. 서남아시아(시리아, 이라크, 이란, 터키), 캅카스(아제르바이잔), 동유럽(우크라이나), 동남유럽(그리스, 마케도니아, 몬테네그로, 보스니아 헤르체고비나, 불가리아, 슬로베니아, 알바니아, 크로아티아, 키프로스), 남유럽(몰타, 이탈리아, 프랑스, 포르투갈, 스페인), 북아프리카(알제리, 리비아, 모로코, 튀니지), 마카로네시아(카나리아 제도)가 원산지이다.

## 생태
높이는 50cm 정도이며, 잎은 깃처럼 잘게 갈라진다. 여름에 푸른색, 흰색, 자주색 등의 큰 꽃이 핀다.

## 쓰임
관상용으로 재배한다.